# 韦格莱本
韦格莱本（德語：Wegeleben，發音：[ˈveːɡəˌleːbm̩] ⓘ）是德国萨克森-安哈尔特州哈茨县的城市，面积51.78平方千米，2023年12月31日人口为2,382人。